# Srbce
Srbce (deutsch Sirbitz) ist eine Gemeinde im Okres Prostějov im Olomoucký kraj in Tschechien.

## Geographie
Srbce befindet sich etwa 60 km von der tschechisch-slowakischen Grenze und etwa 45 km nordöstlich von Brno entfernt. Die Gemeinde hat 89 Einwohner (2002) und erstreckt sich über eine Fläche von 1,59 km². Srbce liegt auf einer Höhe von 280 Metern über dem Meeresspiegel. Die nächste größere Gemeinde ist Němčice nad Hanou. Srbce gehört wie 16 weitere Kleingemeinden zur Mikroregion Němčicko.

## Geschichte
Die älteste Erwähnung von Srbce aus dem Jahr 1131 weist Srbce als Besitz der Olmützer Kirche aus. Die Gründungsurkunde ist wahrscheinlich in der Verwaltungsburg in Olmütz aufgetragen worden, die zu jener Zeit die Region verwaltete. In der 2. Hälfte des 19. Jahrhunderts wird Srbce eine eigenständige Gemeinde.